# Rosa obtegens
Rosa obtegens es una especie de planta del género Rosa, de la familia Rosaceae.

## Taxonomía
Rosa obtegens fue descrita por Galushko en 1961.

## Distribución
Se encuentra en el territorio de Cáucaso septentrional.